# Ontmoetingskerk (Enkhuizen)
De Ontmoetingskerk is een kerkgebouw van de Gereformeerde gemeente aan de Klopperstraat in Enkhuizen, gebouwd in 1904 naar een ontwerp van Huibertus Bonda. De kerk is gebouwd als Gereformeerde kerk. In 1982 is de kerkruimte in twee etages gesplitst zodat er op de begane grond vergaderruimtes en een keuken konden worden verwezenlijkt. De kerkruimte bevindt zich op de eerste etage. Doordat de Gereformeerden zijn samen gegaan met de Nederlands Hervormden als Protestantse Kerk in Nederland (PKN) werd het gebouw overcompleet en werd het in 2012 verkocht aan de Gereformeerde Gemeente van Enkhuizen; deze gemeente besloot namelijk met de Gereformeerde Gemeente van Andijk te fuseren. De kerkgebouwen van  de beide gemeenten waren te klein om de nieuw ontstane fusiegemeente te kunnen huisvesten. De gemeente van Andijk vergaderde in een klein schuurkerkje op het Kerkepad in Andijk achter de huizen. De gemeente van Enkhuizen kerkte in het kerkgebouwtje dat op de hoek van de Van Bleiswijkstraat/Wegje staat. Dit kerkgebouw is verkocht aan de Levend Watergemeente .
Na het aankopen van de Ontmoetingskerk is de naam niet gewijzigd. De twee torens boven de voorgevel zijn niet even hoog. In de zomer van 2020 heeft de buitenkant van het kerkgebouw een restauratie ondergaan. 

## Het orgel
Het orgel is in 1984 als opus 25 gebouwd door de firma Hendriksen & Reitsma (Nunspeet). Gebruik is gemaakt van enig pijpwerk uit het orgel dat J. van Gelder (Leiden) in 1883 voor de geref. kerk aan de Peperstraat in Enkhuizen bouwde en dat in 1904 in de kerk aan de Klopperstraat werd geplaatst. Adviseurs namens de Orgelbouw Advies Commissie van de Gereformeerde Organisten Vereniging zijn J.D. Vlaanderen Oldenzeel en Tj. Heidinga. Laatstgenoemde ontwierp het front in samenwerking met de architect Cor Roozendaal, die betrokken was bij de verbouwing van de kerk.
De meningen over dit nieuwe orgel waren verdeeld. Gerard Verloop stak in tijdschrift De Mixtuur zijn mening niet onder stoelen of banken: 'Esthetisch valt er in deze Enkhuizer kerk weinig te genieten: de voorheen heel redelijke kerk met een goede akoestiek werd voorzien van een verdiepingsvloer over de volle oppervlakte van het gebouw, teneinde allerlei nevenruimten te kunnen creëren, waardoor de kerkruimte uiteraard veel lager werd, alle verhoudingen zoek zijn en de akoestiek abominabel geworden is. Centraal vóór op deze kerkzolder staat dan, als een glimmend object dat alle aandacht voor zich opeist, dit orgel met zijn merkwaardige front, dat in een Belgisch casino niet zou misstaan'. Later is dit veelkleurige orgelfront overgeschilderd in de huidige kleuren.
Jan van der Male schreef echter in een uitgave van Kerk en Muziek (VOGG, 2016) over ditzelfde orgel: 'ook hier vind ik dat Hendriksen & Reitsma, de GOV-adviseurs en architect Roozendaal er in zijn geslaagd een orgelkas te realiseren die tenminste uniek genoemd kan worden, zonder dat daar bijzonder moderne uitingen voor nodig zijn waarbij je amper ziet dat het om een orgel gaat. Een klassiek orgelfront is mooi en roept minder discussie op over mooi en lelijk, maar daarvan zijn er wel dertien in een dozijn.'

### Dispositie van het orgel
- Hoofdwerk (manuaal 1): Bourdon 16' - Prestant 8' - Roerfluit 8' - Octaaf 4' - Quint 2⅔' (1883) - Octaaf 2' (1883) - Mixtuur 1⅓' 4-6 sterk - Cornet 4' 4 sterk discant - Fagot 16' bas/discant* - Trompet 8' - fluit 4'.
- Bovenwerk (manuaal 2): Prestant 8' discant (1883) - Holpijp 8' (1883) - Viola di Gamba 8' (C-H in Holpijp, 1883) - Prestant 4' - Fluit 4' - Quintfluit 2⅔' (1883) - Woudfluit 2' - Terts 1 3/5', vanaf c - Sifflet 1' - Kromhoorn 8' - Tremulant.
- Pedaal: Subbas 16' (C-D# transm.) - Octaaf 8' - Octaaf 4' - Fagot 16' (C-E transm.)* - Trompet 8' (C-E transm.) - Clairon 4'.
- Koppelingen: Hoofdwerk aan Pedaal - Bovenwerk aan Pedaal - Bovenwerk aan Hoofdwerk.
- De fagot 16' in het hoofdwerk en pedaal zijn nooit gerealiseerd.

## Luidklok
In de hoogste toren hangt een luidklok van voor de reformatie uit 1523. (In 1572 verklaarde Enkhuizen zich voor de Prins van Oranje en werd daarbij Calvinistisch protestants.) De klok heeft als opschrift IHESUS - MARIA - IOHANNES Gherardus de Wou me Fecit anno Domini MCCCCCXXIII.
De klok heeft een bewogen geschiedenis achter de rug. Oorspronkelijk was het een van de klokken in de voorslag van Geert van Wou in de lantaarn van de Zuidertoren waar hij tot 1649 hing. Op dat moment werd de voorslag vervangen door een nieuw groter klokkenspel van de gebroeders Hemony uit Zutphen. De van Wou klokken werden opgeslagen en onze klok werd in het klokhuis bij de Westerkerk gehangen omdat de grotere Geert van Wou klok 'Salvator' uit 1509, aldaar te zwaar was voor de balkenconstructie. Deze te zware klok werd naar de Zuidertoren verhuisd. Toen in 1659 de voorslagklokken in de nieuwe koepel van de Drommedaris werden gehangen, werd ook onze klok weer bij de voorslag gevoegd omdat ze stemde (accordeerde) met de andere klokken. De Westerkerk kreeg in 1657 een iets zwaardere klok uit de stadsgieterij van Antony Wilkes. In 1677 bood Pieter Hemony voor de Drommedaris een nieuw carillon aan wat hij in voorraad had waarbij drie klokken van Geert van Wou werden betrokken waarvan onze klok als uurslagbel werd gebruikt. In 1951 haalde klokkengieter A.H. van Bergen deze uurslagklok weer uit het koepeltje omdat hij in de weg zat voor de uitbreiding van dat moment. Zodoende stond deze klok ergens in de Drommedaris vanwaar ze door de gemeente Enkhuizen rond 1960 werd uitgeleend aan de Gereformeerde kerk in de Klopperstraat voor een symbolische jaarlijkse vergoeding.

## Afbeeldingen

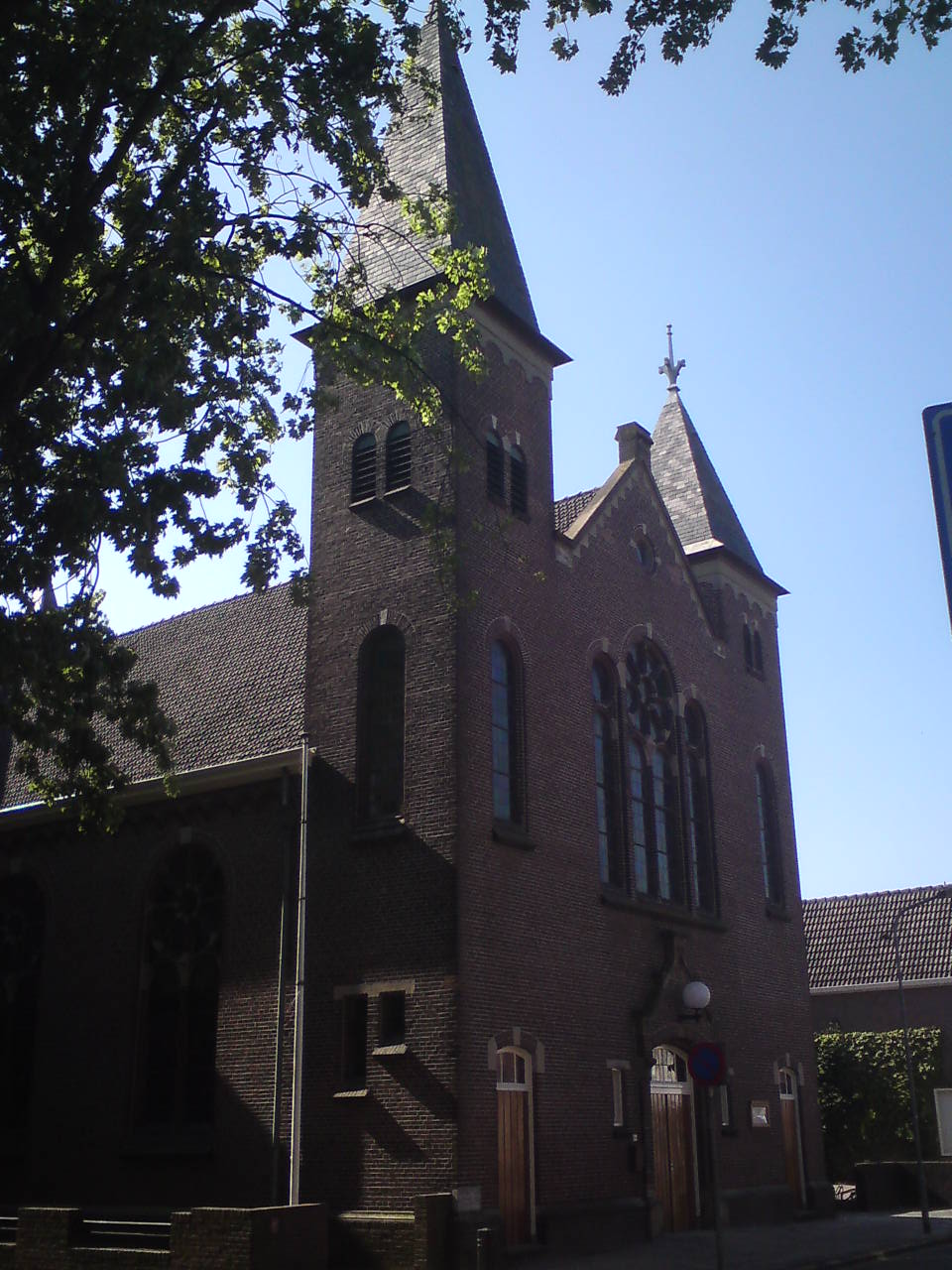
De Ontmoetingskerk gezien vanuit de Klopperstraat
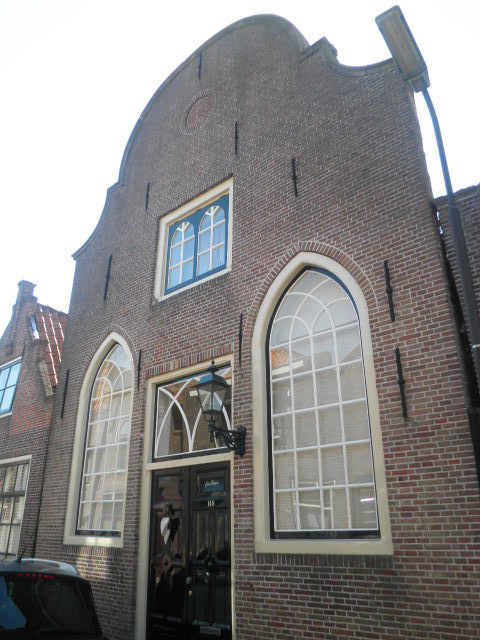
Eerste kerkgebouw Gereformeerde Gemeente, Breedstraat 148.